# Изборна измама
Изборната измама е незаконна намеса в процеса на изборите.
Цели промяна на изборните резултати, обикновено чрез увеличаване на дела на гласовете за желан кандидат или намаляване на дела на гласовете за определени съперници.
Дефинициите на изборна измама и начините за нейното преследване са различни в различните правни системи.